# Ратвил (Северна Дакота)
Ратвил (енгл. Ruthville) насељено је место без административног статуса у америчкој савезној држави Северна Дакота.

## Демографија
По попису из 2010. године број становника је 191.
| Група             | 2000.    | 2010.       |
| Белци             | 0 (0,0%) | 156 (81,7%) |
| Афроамериканци    | 0 (0,0%) | 1 (0,5%)    |
| Азијати           | 0 (0,0%) | 2 (1,0%)    |
| Хиспаноамериканци | 0 (0,0%) | 6 (3,1%)    |
| Укупно            | 0        | 191         |